# Leptoderris glabrata
Leptoderris glabrata är en ärtväxtart som först beskrevs av John Gilbert Baker, och fick sitt nu gällande namn av Stephen Troyte Dunn. Leptoderris glabrata ingår i släktet Leptoderris och familjen ärtväxter. IUCN kategoriserar arten globalt som livskraftig. Inga underarter finns listade i Catalogue of Life.